# Paralympiska elden

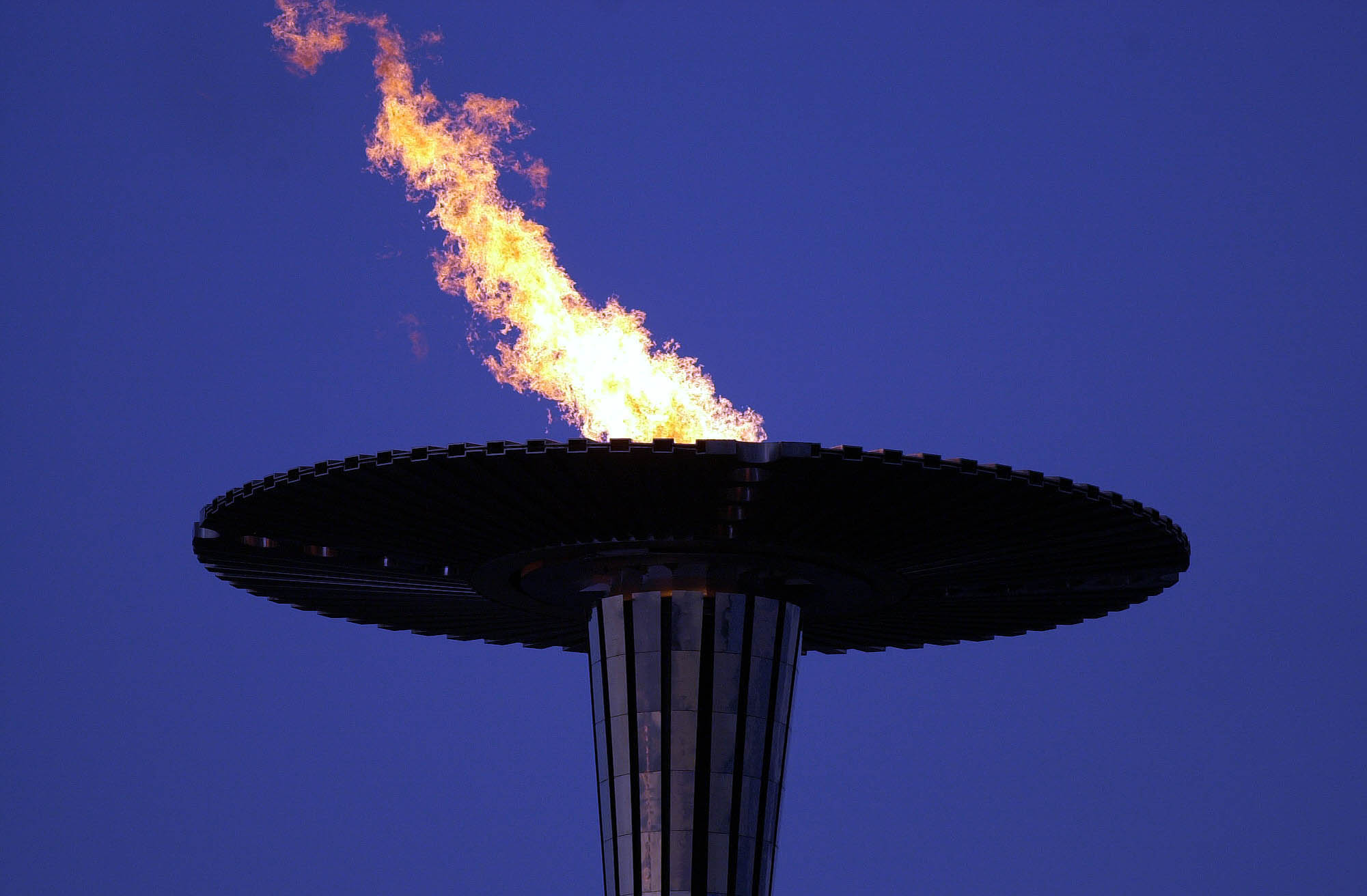
Den paralympiska elden i Sydney, 2000

Den paralympiska elden är en symbol för de Paralympiska spelen. Den tänds med en fackla under invigningsceremonin och släcks vid spelens slut. Innan dess har facklor transporterats med  stafett från olika platser i arrangörslandet och blandats med en låga från spelens födelseplats i Stoke Mandeville i Storbritannien till en gemensam låga som tänt facklan.
Den paralympiska elden har tidigare tänts på olika sätt men sedan 2012 tänds en fackla i Stoke Mandeville inför varje paralympiskt spel och förs till spelens värdstad där den förenas med lokala facklor. Vid de Paralympiska sommarspelen 2012 i London transporterades till exempel paralympiska eldar med stafettlöpare genom Storbritannien från London, Belfast, Edinburgh och Cardiff till Stoke Mandeville där de samlades  till en gemensam låga inför en kort stafett till Londons Olympiastadion. 
Inför de paralympiska vinterspelen 2014 i Sotji tändes den paralympiska elden i Stoke Mandeville för första gången av en gnista framkallad av en person i en rullstol inuti en armillarsfär.